# Mihalache Toma
Mihalache Toma (Iași, 24 de diciembre de 1955) es un deportista rumano que compitió en judo. Ganó una medalla de bronce en el Campeonato Europeo de Judo de 1979 en la categoría de –78 kg.
Participó en los Juegos Olímpicos de Moscú 1980, donde finalizó décimo en la categoría de –86 kg.

## Palmarés internacional
| Campeonato Europeo | Campeonato Europeo | Campeonato Europeo | Campeonato Europeo |
| Año                | Lugar              | Medalla            | Categoría          |
| ------------------ | ------------------ | ------------------ | ------------------ |
| 1979               | Bruselas (Bélgica) | Medalla de bronce  | –78 kg             |